# Романов, Семён Фёдорович
Семён Фёдорович Рома́нов (7 мая 1922 — 18 мая 1984) — советский военный деятель, генерал-полковник Советской армии, участник Великой Отечественной войны. Герой Советского Союза (1945). Начальник Главного Штаба Войск ПВО — первый заместитель главнокомандующего Войск ПВО (1979—1984), главный военный советник в Национальной народной армии Германской Демократической Республики с апреля 1984 года.

## Биография
Родился 7 мая 1922 года в деревне Жуково (ныне Жуковского района Калужской области) в семье служащего. Окончил среднюю школу.
В октябре 1940 года был призван в Рабоче-крестьянскую Красную Армию Угодско-Заводским райвоенкоматом Московской области.

### Великая Отечественная война
На фронтах Великой Отечественной войны с 1941 года, воевал на Западном, Калининском, Брянском, 1-м и 2-м Прибалтийском фронтах. В 1942 году вступил в ВКП(б).
11 июля 1943 года был легко ранен. В 1943 году окончил курсы усовершенствования офицерского состава.
К декабрю 1943 года — исполняющий обязанности заместителя начальника штаба по оперативной работе 5-й мотострелковой бригады 5-го танкового корпуса 4-й ударной армии. Как отмечено в наградных документах, постоянно находился на наблюдательном пункте бригады вместе с командиром, при нападении диверсионной группы противника «оперативно принял меры по расстановке сил для её уничтожения». В ходе одного из боёв заменил раненого командира 2-го батальона, «добился восстановления порядка в подразделениях и удержания участка обороны».
Неоднократно участвовал в организации обороны на различных рубежах, проверке огневых систем и инженерных сооружений, а так же в налаживании взаимодействия войск, был контужен. Был представлен к ордену Красного Знамени, но был награждён орденом Отечественной войны II степени (приказ по войскам 4-й ударной армии от 9 января 1944 года № 013/н).
В ходе боевых действий с 16 по 29 июля 1944 года капитан Романов в качестве заместителя начальника штаба по оперативной работе 5-й мотострелковой бригады, несмотря на большую маневренность боевых действий бригады, лично установил бесперебойное управление частями и подразделениями, был отмечен орденом Красного Знамени (приказ по бронетанковым и механизированным войскам 2-го Прибалтийского фронта от 5 августа 1944 года № 026/н).
21 августа 1944 года в связи с тяжелой боевой обстановкой капитану Романову был отдан приказ находиться в боевых порядках 2-го мотострелкового батальона 5-й мотострелковой бригады, ведущего бои за железнодорожную станцию Эргли. К вечеру 22 августа немецкие войска, постоянно нанося массированные артиллерийско-миномётные удары по советским позициям, отрезал батальон от основных сил бригады. В связи с угрозой окружения была предпринята неудачная попытка выхода к своим частям. Капитан Романов принял командование батальоном на себя и принял решение выходить к основным силам обходным путём в северо-восточном направлении. К этому времени немцам удалось сосредоточить достаточные силы на выбранном направлении, что исключило возможность прямого выхода из окружения. Оценивая ситуацию, Романов решил вывести батальон глубже в немецкий тыл, обойти ударную группировку противника и пробиваться к советским частям на более пассивном участке фронта.
Находясь в течение 16 суток в окружении, Романову удалось присоединить к батальону разрозненные группы 28-й и 21-й гвардейской стрелковой дивизий. В ночь с 6 на 7 сентября прорвался с группой в 220 человек в районе озера Юморда, понеся при этом незначительные потери. При прорыве Романов первым поднялся в атаку, увлекая за собой бойцов. При выходе из окружения были вынесены 23 раненых офицера и бойца, приведены 12 взятых в плен солдат латышских частей.
Указом Президиума Верховного Совета СССР от 29 июня 1945 года за мужество и героизм, проявленные на фронте борьбы с немецко-фашистскими захватчиками капитану Романову было присвоено звание Героя Советского Союза.

### После войны
После войны продолжил службу в Вооружённых Силах СССР. Учился в Военной академии имени М. В. Фрунзе, окончил её в 1949 году, а в 1957 году окончил Военную академию Генштаба. Служил в Генеральном штабе, затем с 1966 по июнь 1969 года командовал 8-й гвардейской мотострелковой дивизией, а после вновь вернулся в Генштаб.
В 1976 году Романову было присвоено воинское звание «генерал-полковник». С октября 1979 по апрель 1984 года занимал должность начальника Главного Штаба Войск ПВО — первого заместителя главнокомандующего Войск ПВО.
В своих воспоминаниях генерал-полковник авиации В. М. Красковский писал:

Загадкой оставалось, почему на эту должность назначен человек, никогда раньше не служивший в Войсках ПВО страны, специфичных и сложных по своему составу и управлению. Нужно было иметь большую смелость и уверенность в своих силах, чтобы в таком возрасте, не зная войск, согласиться занять этот ответственный пост.
С апреля 1984 года — главный военный советник в Национальной народной армии Германской Демократической Республики.
Скончался в ГДР 18 мая 1984 года. Похоронен на московском Кунцевском кладбище. Могила Романова является объектом культурного значения регионального значения.

## Награды
Советские государственные награды:
- Герой Советского Союза (указ Президиума Верховного Совета СССР от 29 июня 1945 года, орден Ленина № 50152 и медаль «Золотая Звезда» № 7539)[2];
- орден Октябрьской Революции[2];
- три ордена Красного Знамени (5 августа 1944 года[5], …, 1982[6])[2];
- орден Отечественной войны II степени (9 января 1944 года)[2];
- два ордена Красной Звезды[2];
- медали СССР, в том числе:
  - медаль «За боевые заслуги»[8];
  - медаль «В ознаменование 100-летия со дня рождения Владимира Ильича Ленина» (1970);
  - медаль «За победу над Германией в Великой Отечественной войне 1941—1945 гг.».

Иностранные награды:
- орден Возрождения Польши[8].

## Память
Именем Романова названа средняя общеобразовательная школа № 1 в городе Жукове Калужской области, в которой он учился.